# Кастро, Хуанита
Хуана де ла Каридад Кастро Рус (исп. Juana de la Caridad Castro Ruz; 6 мая 1933, Биран, Куба — 4 декабря 2023) — американка кубинского происхождения, сестра Фиделя и Рауля Кастро. Будучи оппозиционеркой коммунистической революции на Кубе, Хуанита в течение трёх лет работала на ЦРУ, а позже эмигрировала в США.

## Юность и революция
Хуанита была пятой из семи детей Анхеля Кастро и его супруги Лины Рус. Её братьями и сёстрами были Анхела, Рамон, Фидель, Рауль, Эмма и Агустина. Хуанита, как и остальные дети, родилась до того, как её родители вступили в брак, и потому считалась незаконнорождённой.
Хуанита поначалу поддерживала брата и даже ездила за границу, чтобы собрать деньги на покупку оружия, но в скором времени после революции была разочарована. «У меня было только два варианта: быть верной Кубе, моей Родине, или моим братьям, — говорила она, — братья объявили войну тем, кто верил в демократию». Того же мнения она придерживалась относительно Че Гевары: «Он был человеком без сердца».
С 1961 года Хуанита, по собственному признанию, сотрудничала с ЦРУ. Она была завербована в Мексике, куда отправилась под предлогом посещения младшей сестры Эммы. Под кодовым именем Донна она помогала гражданам Кубы покинуть остров и выполняла прочие поручения. По словам Хуаниты, она отказалась от платы за свою работу, считая её патриотическим долгом, и сказала, что не собирается принимать участие в каких-либо насильственных действиях.

## Жизнь в США
Хуанита покинула Кубу под давлением со стороны братьев 17 июня 1964 года. Она прожила некоторое время в Мексике с сестрой Эммой, вышедшей замуж за мексиканца, и позже переехала в США. Она продолжала свою деятельность против политики Фиделя: так, в 1971 году Хуанита выступала в Чили, куда её брат нанёс визит. Вместе с ЦРУ она участвовала в создании некоммерческой организации, действующей против правительства Кубы.

Прежде всего — победа над коммунизмом. И только потом обеспечение всеобщего мира. Хуанита Кастро (выступление на IV конференции Всемирной антикоммунистической лиги, Киото, 1970)

Организация прекратила существование при Ричарде Никсоне. Лично Хуанита с братом после выезда с Кубы не общалась. Самому Фиделю было неприятно слышать имя сестры.

Коммунисты — предатели своей родины. Их фанатичная идеология отвергает и запрещает все благородные человеческие чувства. Коммунисты хотят поработить человечество навязыванием марксизма-ленинизма, тоталитарной диктатуры, которая держится у власти военной силой, террором, репрессиями и массовыми убийствами. Хуанита Кастро

В 1998 году Хуанита подала в суд на свою племянницу Алину Фернандес, обвинив её в клевете, написанной в автобиографии. Суд постановил, что Фернандес и издательство должны выплатить Кастро 45 тысяч долларов. В 2009 году Хуанита опубликовала автобиографию Fidel y Raul, mis hermanos. La historia secreta (Фидель и Рауль, мои братья. Секретная история). Текст был написан совместно с журналисткой Марией Антониеттой Коллинз. Эта книга стала коммерчески успешной, в то время как отзывы на неё отличались полярностью. В журнале, издаваемом министерством культуры Кубы, произведение было рецензировано как «безвкусный и аморальный коммерческий проект». В том же году о Хуаните был снят документальный фильм «Мои братья и я».
Хуанита проживала в Майами, где до 2006 года заведовала благотворительной аптекой.
Скончалась 4 декабря 2023 года в больнице Майами, штат Флорида на 91-м году жизни.